# Fébruo

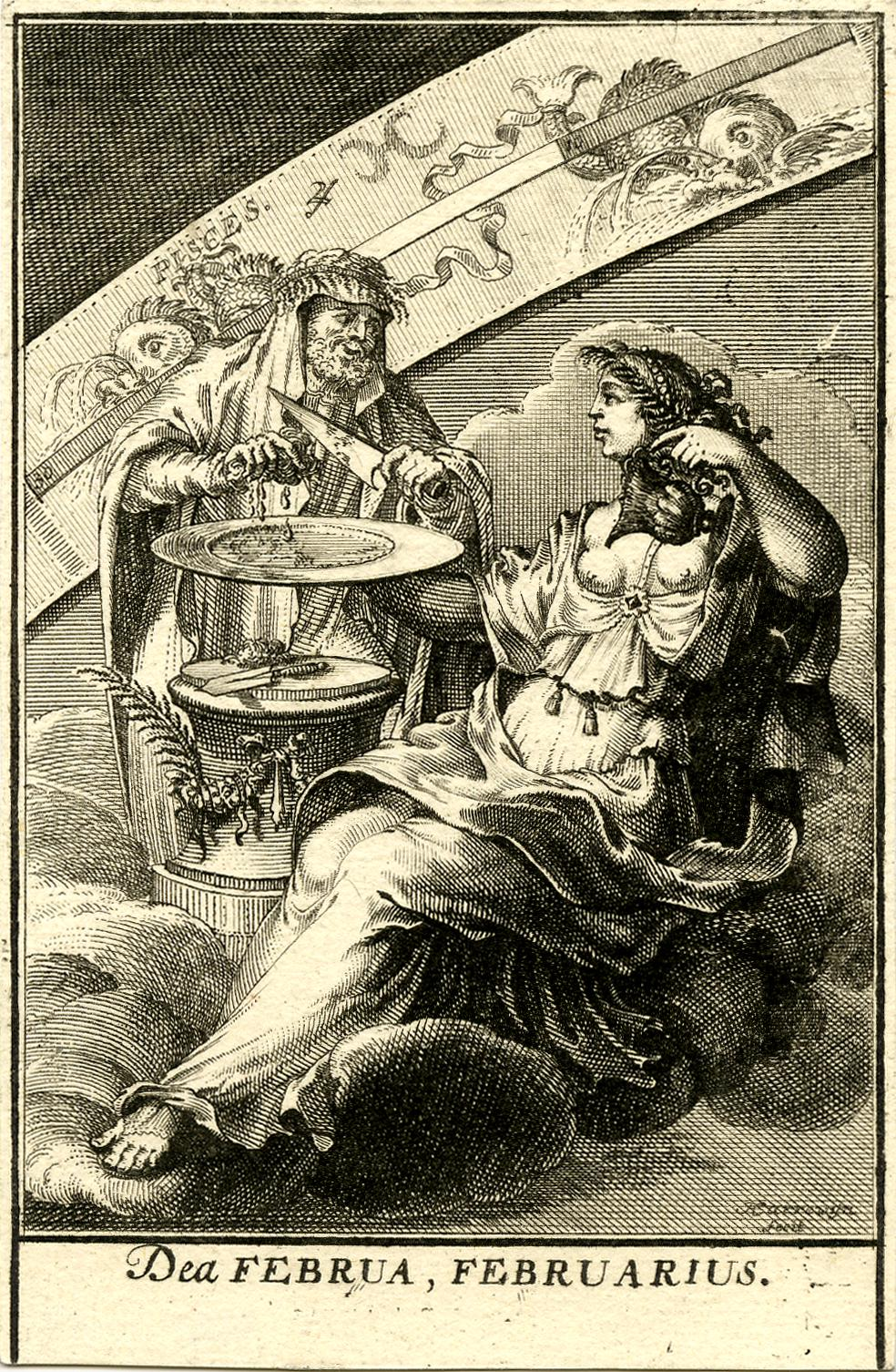
Gravura de 1698 em que a deusa Febre (Febris) aparece sentada sobre uma nuvem ao centro, segurando uma jarra e um prato, e Fébruo (Februus) como um homem barbudo cortando algo que pinga no prato, representa-se, dessa forma, o mês de Fevereiro.

Fébruo (em latim: Februus) é um deus da mitologia etrusca, embora também haja hipótese de que sua origem seja sabina.
Era associado à morte e à purificação. Em Roma, foi identificado com Plutão. Seu nome deu origem a Februário (Februarius), que evoluiria para fevereiro, já que nesse mês eram realizados os sacrifícios e rituais de purificação em sua homenagem.